# Richard de Oliveira Costa
Richard de Oliveira Costa, noto semplicemente come Richard (San Paolo, 1º marzo 1991), è un calciatore brasiliano, portiere del Ceará.

## Carriera
Cresciuto nel settore giovanile del San Paolo, ha debuttato in Série A il 17 aprile 2018 disputando con il Paraná l'incontro perso 1-0 contro il San Paolo.

## Palmarès

### Club

#### Competizioni regionali
- Copa do Nordeste: 1

Ceará: 2023

#### Competizioni statali
- Campeonato Cearense: 1

Ceará: 2024